# Disco virtual
En informática, un disco virtual es un espacio ofrecido por empresas para sus clientes como una solución al almacenamiento de datos. Emula a un disco duro de un ordenador y gracias a la conexión a Internet, permite el acceso desde cualquier lugar.

## Generalidades
Este emulador de disco duro funciona con algunas de las características de un disco duro externo, es una idea parecida a la de hosting. 
Se utiliza para prevenir problemas informáticos, ya que permite tener la información guardada externamente al ordenador, móvil, pda habitual, en un servidor especialmente dedicado a eso. Además, se puede utilizar como sistema de backup.
Como todos los discos duros, tiene una capacidad limitada, pero a diferencia de éstos, se le puede fijar un tamaño máximo de archivo al que admitir, sin importar de qué tipo sea éste.
Se puede configurar de modo que el sistema transmita los datos cifrados y solo se pueda acceder mediante una contraseña.
Se puede acceder a estos servidores desde cualquier navegador (por ejemplo el 4shared o el Facebook) conectándose a la dirección virtual pertinente. En algunos casos, también se puede acceder mediante un programa FTP seguro (como por ejemplo el Secure Shell).
Algunas empresas ofrecen como servicio para sus clientes o como negocio para la gente un espacio virtual de almacenamiento. Utilizan como características principales para sus clientes las siguientes ventajas:
- Compatibilidad con programas de aceleración de descargas.
- Sistema de progreso de subida.
- Usuarios anónimos pueden subir archivos.
- Diferentes niveles para cuando se tengan que compartir archivos.
- Continuación de transferencia interrumpida.
- Poder cambiar la descripción del archivo.
- Previsualización del archivo con creación automática de iconos.
- Álbum fotográfico.
- Poder obtener archivos de otras páginas web.
- Enlace de descarga directa.
- Previsualización de contenidos de un archivo zip.
- Descarga múltiple de archivos.
- Reproducción de archivos de música.
- Edición de archivos de texto.
- Función de búsqueda.

## Evolución
Es un servicio bastante reciente, ya en funcionamiento.
Primero surgieron servidores web donde la gente subía el archivo deseado y obtenía un enlace que le permitía bajárselo a cualquier persona desde cualquier ordenador. Algunos ejemplos de estos servicios son ImageShack, Megaupload, MediaFire o Rapidshare.
Más recientemente han surgido iniciativas de servidores de correos como Google con su servicio Gmail o Windows con su servicio Windows Live, que dan al usuario una unidad virtual de disco duro para su propio uso.
Pero, aún se cree que el uso de los CD, DVD, discos duros USB, memorias flash USB, etcétera perdurará por mucho tiempo, en especial las últimas.

## Actualidad
Con la presentación de Windows 8 Consumer Preview, Microsoft presentó el formato .vhdx el cual elimina el límite de 2 TB y por defecto es extensible, implicando que el espacio de almacenamiento va creciendo a medida que se le almacenan datos. Esto último puede ser desactivado.

## Especial
Bajo el sistema operativo Linux se puede crear una unidad virtual con formato ext3 (mediante el comando mount) de la siguiente forma:
```
 $ mkdir -pv /mnt/virtual
 $ dd if=/dev/zero of=~/mi-disco-virtual bs=1M count=10
 $ mke2fs -jv ~/mi-disco-virtual
 $ mount -t ext3 -o loop ~/mi-disco-virtual /mnt/virtual
```

Tenga en cuenta que todos los comandos listados anteriormente deben ser introducidos con privilegios de administrador (root), y en algunas distribuciones sería necesario especificar la ubicación del dispositivo loop (-o loop=/dev/loop0 y/o /dev/loop/0...)

```
 -- Glosario --

 

 mkdir  (creamos un directorio para luego montar unidad virtual)

 dd     (generamos un archivo de 10 megas con 0 [ceros])

 mke2fs (creamos la partición / formateamos la misma, sobre el archivo virtual)

 mount  (montamos dicho archivo en /mnt/virtual)
```

## Otros usos
Una unidad virtual se puede crear a partir de la memoria RAM (Disco RAM), utilizando una parte de esta como unidad de almacenamiento.
También puede ser un lector de CD o DVD mediante un software emulador. Estos emuladores permiten montar un DVD o un CD directamente desde su imagen de disco, sin que se tenga que grabar físicamente. Se suele utilizar para instalar o hacer funcionar juegos y programas de ordenador, utilizando programas como Alcohol 120%, Daemon tools o Isobuster.

## Formatos de archivo que lo utilizan
- VMDK - Virtual Machine Disk, desarrollado por VMware y aplicado en varios programas de virtualización, incluyendo VMware Workstation y VirtualBox.
- VHD - Virtual Hard Disk, formato de archivo creado por Connectix para su producto Virtual PC, posteriormente adquirido por Microsoft.